# سيلفر سبرينغ (ماريلند)
سيلفر سبرينغ (بالإنجليزية: Silver Spring CDP, Maryland)‏ هي منطقة سكنية تقع بولاية ماريلند في الولايات المتحدة. تبلغ مساحتها 20.496552 كم2، وترتفع عن سطح البحر 104 م، بلغ عدد سكانها 71,452 نسمة في عام 2010 حسب إحصاء مكتب تعداد الولايات المتحدة وتصل الكثافة السكانية فيها 3,486 نسمة لكل كيلومتر مربع (9,028.7/ميل2).

## التركيبة السكانية
حدّد مكتب تعداد الولايات المتحدة بيانات التركيبة السكانية لسيلفر سبرينغ في تعداد الولايات المتحدة. في ما يلي، التركيبة السكانية حسب تعدادي 2000 و2010.

### تعداد عام 2000
بلغ عدد سكان سيلفر سبرينغ 76,540 نسمة بحسب تعداد عام 2000، وبلغ عدد الأسر 30,374 أسرة وعدد العائلات 17,629 عائلة مقيمة في المنطقة السكنية. في حين سجلت الكثافة السكانية 3,734.3 نسمة لكل كيلومتر مربع (9,671.8/ميل2). وبلغ عدد الوحدات السكنية 31,208 وحدة بمتوسط كثافة قدره 1,522.6 لكل كيلومتر مربع (3,943.5/ميل2).
وتوزع التركيب العرقي للمنطقة السكنية بنسبة 46.61% من البيض و28.07% من الأمريكيين الأفارقة و0.44% من الأمريكيين الأصليين و8.22% من الأمريكيين ذوي الأصول الآسيوية و0.06% من سكان جزر المحيط الهادئ و11.55% من الأعراق الأخرى و5.04% من عرقين مختلطين أو أكثر و22.22% من الهسبانيون أو اللاتينيون من أي عرق.
بلغ عدد الأسر 30,374 أسرة كانت نسبة 32.1% منها لديها أطفال تحت سن الثامنة عشر تعيش معهم، وبلغت نسبة الأزواج القاطنين مع بعضهم البعض 40.8% من أصل المجموع الكلي للأسر، ونسبة 12.5% من الأسر كان لديها معيلات من الإناث دون وجود شريك، بينما كانت نسبة 4.8% من الأسر لديها معيلون من الذكور دون وجود شريكة وكانت نسبة 42% من غير العائلات. تألفت نسبة 32.6% من أصل جميع الأسر من عدة أفراد يعيشون في نفس المنزل ونسبة 7.8% كانت تتألف من شخص يعيش بمفرده يبلغ من العمر 65 عاماً أو أكثر. وبلغ متوسط حجم الأسرة المعيشية 2.50، أما متوسط حجم العائلات فبلغ 3.21.
بلغ العمر الوسطي للسكان 34.2 عاماً. وكانت نسبة 22.9% من القاطنين تحت سن الثامنة عشر، وكانت نسبة 9.2% بين الثامنة عشر والرابعة والعشرين عاماً، ونسبة 36.8% كانت واقعةً في الفئة العمرية ما بين الخامسة والعشرين والرابعة والأربعين عاماً، ونسبة 21% كانت ما بين الخامسة والأربعين والرابعة والستين، ونسبة 9% كانت ضمن فئة الخامسة والستين عاماً فما فوق. يوجد لكل 100 أنثى 93.5 ذكر، ويوجد لكل 100 أنثى في الثامنة عشر من عمرها فما فوق 89.6 ذكر.
بلغ متوسط دخل الأسرة في المنطقة السكنية 53,820 دولارًا، أما متوسط دخل العائلة فبلغ 68,964 دولارًا. وكان متوسط دخل الذكور 42,509 دولارًا مقابل 39,614 دولارًا للإناث. وسجل دخل الفرد الخاص بالمنطقة السكنية 30,086 دولارًا. وكانت نسبة 3.4% من العائلات ونسبة 7% من السكان تحت خط الفقر، وكان من هؤلاء نسبة 7.7% تحت سن الثامنة عشر ونسبة 9.4% في الخامسة والستين من العمر وما فوق.

### تعداد عام 2010
بلغ عدد سكان سيلفر سبرينغ 71,452 نسمة بحسب تعداد عام 2010، وبلغ عدد الأسر 28,603 أسرة وعدد العائلات 15,684 عائلة مقيمة في المنطقة السكنية. في حين سجلت الكثافة السكانية 3,486 نسمة لكل كيلومتر مربع (9,028.7/ميل2). وبلغ عدد الوحدات السكنية 30,522 وحدة بمتوسط كثافة قدره 1,489.1 لكل كيلومتر مربع (3,856.8/ميل2).
وتوزع التركيب العرقي للمنطقة السكنية بنسبة 45.72% من البيض و27.82% من الأمريكيين الأفارقة و0.58% من الأمريكيين الأصليين و7.89% من الأمريكيين ذوي الأصول الآسيوية و0.07% من سكان جزر المحيط الهادئ و13.16% من الأعراق الأخرى و4.76% من عرقين مختلطين أو أكثر و26.25% من الهسبانيون أو اللاتينيون من أي عرق.
بلغ عدد الأسر 28,603 أسرة كانت نسبة 30% منها لديها أطفال تحت سن الثامنة عشر تعيش معهم، وبلغت نسبة الأزواج القاطنين مع بعضهم البعض 37.6% من أصل المجموع الكلي للأسر، ونسبة 11.9% من الأسر كان لديها معيلات من الإناث دون وجود شريك، بينما كانت نسبة 5.3% من الأسر لديها معيلون من الذكور دون وجود شريكة وكانت نسبة 45.2% من غير العائلات. تألفت نسبة 33.6% من أصل جميع الأسر من عدة أفراد يعيشون في نفس المنزل ونسبة 7.1% كانت تتألف من شخص يعيش بمفرده يبلغ من العمر 65 عاماً أو أكثر. وبلغ متوسط حجم الأسرة المعيشية 2.49، أما متوسط حجم العائلات فبلغ 3.21.
بلغ العمر الوسطي للسكان 33.8 عاماً. وكانت نسبة 21.4% من القاطنين تحت سن الثامنة عشر، وكانت نسبة 9.3% بين الثامنة عشر والرابعة والعشرين عاماً، ونسبة 37.1% كانت واقعةً في الفئة العمرية ما بين الخامسة والعشرين والرابعة والأربعين عاماً، ونسبة 23.9% كانت ما بين الخامسة والأربعين والرابعة والستين، ونسبة 8.3% كانت ضمن فئة الخامسة والستين عاماً فما فوق. وتوزع التركيب الجنسي للسكان بنسبة 48.7% ذكور و51.3% إناث.